# Georg-Alexander Hoyer
Georg-Alexander Hoyer (* 28. Dezember 1934; † 27. August 2022) war ein deutscher Chemiker (Analytische Chemie).
Hoyer wurde 1964 an der FU Berlin promoviert (Untersuchungen über den Einfluß chemischer Strukturmerkmale auf physikalische Eigenschaften in der Kohlenwasserstoffreihe). Er war von 1964 bis 2000 in der Schering AG tätig und leitete dort die Abteilung Analytik, Theoretische Chemie und Computeranwendungen. Nach seiner Pensionierung 2000 war er dort Berater für Analytische Chemie. Ab 1994 war er Honorarprofessor für Analytische Chemie an der Humboldt-Universität Berlin. 
Seit 1993 war er im Rat der GDCh. Er erhielt 2003 die Clemens-Winkler-Medaille und 2005 das Verdienstkreuz am Bande des Verdienstordens der Bundesrepublik Deutschland. Besonders hervorgehoben wurde dabei sein Engagement bei der Integration des ehemaligen Analytischen Zentrums der Akademie der Wissenschaften der DDR in den Standort Adlershof der Bundesanstalt für Materialforschung und -prüfung (BAM).